# The Melancholy Connection
The Melancholy Connection è un album di raccolta del gruppo musicale svedese Millencolin, pubblicato nel 2012.

## Tracce
1. Carry You
2. Out from Nowhere
3. Absolute Zero
4. Mind the Mice
5. The Downhill Walk
6. E20 Norr
7. Bull by the Horns
8. Junkie for Success
9. Dinner Dog
10. Ratboys Masterplan
11. Phony Tony
12. Queens Gambit
13. Bowmore
14. Into the Maze